# Л’Акуила (футбольный клуб)
«Л’Акуила» (итал. L'Aquila Calcio 1927) — итальянский футбольный клуб из одноимённого города. Клуб выступает в Высшем дивизионе Профессиональной лиги — третьем по силе дивизионе чемпионата Италии. Основан в 1927 году, домашние матчи проводит на стадионе «Томмазо Фаттори», вмещающем 10 000 зрителей. «Л’Акуила» никогда в своей истории не поднималась в Серию А, в 30-х годах 20-го века провела три сезона в Серии Б, где её лучшим результатом стало 8-е место в сезоне 1935/36. В третьем дивизионе итальянского футбола клуб провёл в общей сложности 27 сезонов, в сезоне 2013/14 «Л’Акуила» заняла пятое место в своей группе и попала в плей-офф за выход в Серию Б, но уступила в первом же раунде клубу «Пиза».